# Trichopelma flavicomum
Trichopelma flavicomum är en spindelart som beskrevs av Simon 1891. Trichopelma flavicomum ingår i släktet Trichopelma och familjen Barychelidae. Inga underarter finns listade i Catalogue of Life.